# Robert Crippen
Robert "Bob" L. Crippen, född 11 september 1937 i Beaumont, Texas, är en amerikansk astronaut uttagen i astronautgrupp 7 den 14 augusti 1969.

## Rymdfärder
- STS-1
- STS-7
- STS-41-C
- STS-41-G

## Inställda rymdfärder
- STS-62-A